# 박근혜 정부 관제시위 의혹
박근혜 정부 관제시위 의혹은 2016년 대한민국 어버이연합이 전국경제인연합회에게 뒷돈을 받고, 청와대로부터 집회 지시를 전달 받아 여러 사건에 개입했다는 의혹을 시사저널의 단독보도로 제기, 확산된 사건을 말한다.

## 어버이연합 지원

### 4월 11일
시사저널은 단독보도를 통해, 어버이연합이 지난 2014년 4월부터 11월까지 세월호 집회를 여는 동안 6개월 동안 1200명이나 되는 아르바이트생을 동원해 2500만원을 지급하고 반대 집회를 열었던 것으로 드러났다고 주장했다. 또한 회계장부에서 어떤집회에 누가 기록되어 있으며, 세월호 반대 집회가 최고조에 이른 2014년만 해도 1200명을 넘은 것으로 알려졌고, 비박 인사인 김무성 집회는 물론 여러 가지 집회에 개입한 정황이 밝혀졌다고도 주장했다.

### 4월 18일
시사저널은 어버이연합의 보수집회 자금과 알바비는 경우회와 유령회사가 지급한 것으로 나타났다고 보도했다. 또 법인 등록을 거치지도 않았으며 이때문에 유령회사로 추정되는 사단법인 A 역시 2차례에 걸쳐서 2600만원을 어버이연합에 송금해 지원한 사실이 밝혀졌다고 보도했다.

### 4월 19일
JTBC는 전국경제인연합회가 어버이연합에 거액을 주고 2014년 9월부터 12월까지 1억여만원을 차명계좌에 입금하고 기독교 선교복지재단 계좌를 통해 수차례에 걸쳐 자금을 입금한 사실을 확인했고, 이 송금사실을 전경련 측이 알리고 있지 않아 뒷돈 정황이 더욱 커지고 있다고 보도했다.

### 4월 20일 ~ 이후
시사저널은 익명의 어버이연합 관계자 인터뷰를 통해 청와대 행정 선임행정관 허현준이 극우단체 대한민국 어버이연합에게 집회를 지시하는가 하면, 관제 데모를 배후조종한 정황이 포착되었다고 보도했다. 이와 함께 다른 보수단체들도 돈을 건네 받았다고 보도했다. 전경련은 자신들이 송금한 대상이 어버이연합인지는 몰랐다며 궁색한 변명을 내놓았고, 어버이연합 측은 확인되지 않은 오보라 주장하며 언론중재위 제소와 민형사상 고소를 제기했지만 결국 어버이연합-전경련 간 고리가 드러난 뒤 22일 기자회견에서 전경련에 사과를 했다. 하지만 자신들의 일방적 주장만을 하고 기자들의 질문을 받지 않아 비판을 받았다.
허현준 소송 제기
청와대 선임행정관 허현준은 어버이연합 집회 지시사건을 보도한 시사저널을 상대로 출판금지등 가처분 신청 및 손해배상 등의 소송을 제기 하였으나 패소 하였다.

## 검찰 수사
어버이연합 게이트 사건이 벌어진 이후 검찰은 결국 시민단체들이 고발한 '어버이연합 자금 지원 의혹'과 관련한 사건 수사에 착수하고 관계자들을 불러 소환조사를 진행할 예정이다.
더민주 박주민 의원은 어버이연합 게이트 사건을 담당하는 서울중앙지검 형사1부 심우정 부장검사가 대통령 직속 지방자치발전위원회 심대평 위원장의 아들인점을 지적하며 .이같은 특수관계가 수사에 영향을
미치고 있지 않은지 의문을 제기하고 있다.

## 특검 수사
2017년 특검 수사에서 청와대가 전경련을 통해 대기업에서 돈을 걷은 뒤 어용단체를 지원한 정황이 포착됐다.

## 같이 보기
- 국가정보원 여론 조작 사건
- 시사저널 삼성기사 삭제 사건